# Johann Baptist Jehle
Johann Baptist Jehle (* 13. August 1774 in Waldkirch bei Waldshut; † 15. Januar 1847 in Rheinfelden) war ein Schweizer Jurist und Politiker. 

## Biografie
Johann Baptist Jehle wurde 1774 im damals vorderösterreichischen Waldkirch, heute ein Ortsteil von Waldshut-Tiengen, als Sohn des letzten Redmanns der Grafschaft Hauenstein, Johann Michael Jehle, geboren. Nach einem abgeschlossenen Jurastudium in Freiburg im Breisgau und Wien trat er eine erste Stelle als Syndikus der Stadt Laufenburg an. Im Anschluss an diese Position wurde er zum Amtmann des Damenstifts Olsberg ernannt.
1797 musste Österreich im Frieden von Campo Formio das südwestlich von Waldshut gelegene Fricktal an Frankreich abtreten und das Gebiet wurde zu einem französischen Protektorat. Im Frieden von Lunéville von 1801 musste Österreich endgültig auf das Fricktal verzichten. Das Gebiet wurde der Helvetischen Republik angefügt und bildete ab Februar 1802 den kurzlebigen Kanton Fricktal.
Johann Baptist Jehle war aufgrund seiner Stellung in die politischen Wirren des Kantons Fricktal involviert und gründete die sogenannte Landpartei. Zusammen mit Johann Karl Fetzer und Franz Joseph Venerand Friderich gehörte er zu den prominentesten Gegenspielern von Sebastian Fahrländer, der sich mit französischer Unterstützung selbst zum Statthalter ernannt hatte. Jehle und Fetzer gelang am 22. September 1802 der Sturz Fahrländers, der mit hohen Geldzuweisungen an Anhänger und französische Beamte das Vertrauen verloren hatte. Als der bereits festgesetzte Fahrländer am 2. Oktober 1802 mit Hilfe des französischen Gesandten nochmals in Laufenburg die Macht im Kanton Fricktal beanspruchte, drang Jehle an der Spitze einer Schar bewaffneter Landleute in die Stadt ein, verhaftete Fahrländer in einem Überraschungscoup am frühen Morgen des 4. Oktobers und liess ihn nach Rheinfelden abführen.
Im Dezember 1802 wurden Jehle und Friderich als Vertreter des Kantons zur Helvetischen Consulta nach Paris abgeordnet. Nach dem Anschluss des Fricktals an den Kanton Aargau im Februar 1803 war Jehle Mitglied des Appellationsgerichts in Aarau und ab 1813 Präsident des Aargauer Obergerichts. Von 1803 bis 1837 und erneut von 1841 bis 1847 war er Mitglied des Grossen Rates und vertrat den Kanton wiederholt an Tagsatzungen. Im Frühling 1833 wechselte er als Bezirksgerichtspräsident nach Rheinfelden, wo er 1847 verstarb.
Seine Tochter Josephine heiratete 1828  Jakob Ruepp. Nach der Geburt ihrer Tochter Emma lebten die Eheleute ab 1830 zeitweilig getrennt. Josephine liess sich von 1831 bis 1833 am Töchterinstitut der Ehefrau von Johannes Niederer in Yverdon zur Lehrerin ausbilden.